# 恵利原の水穴

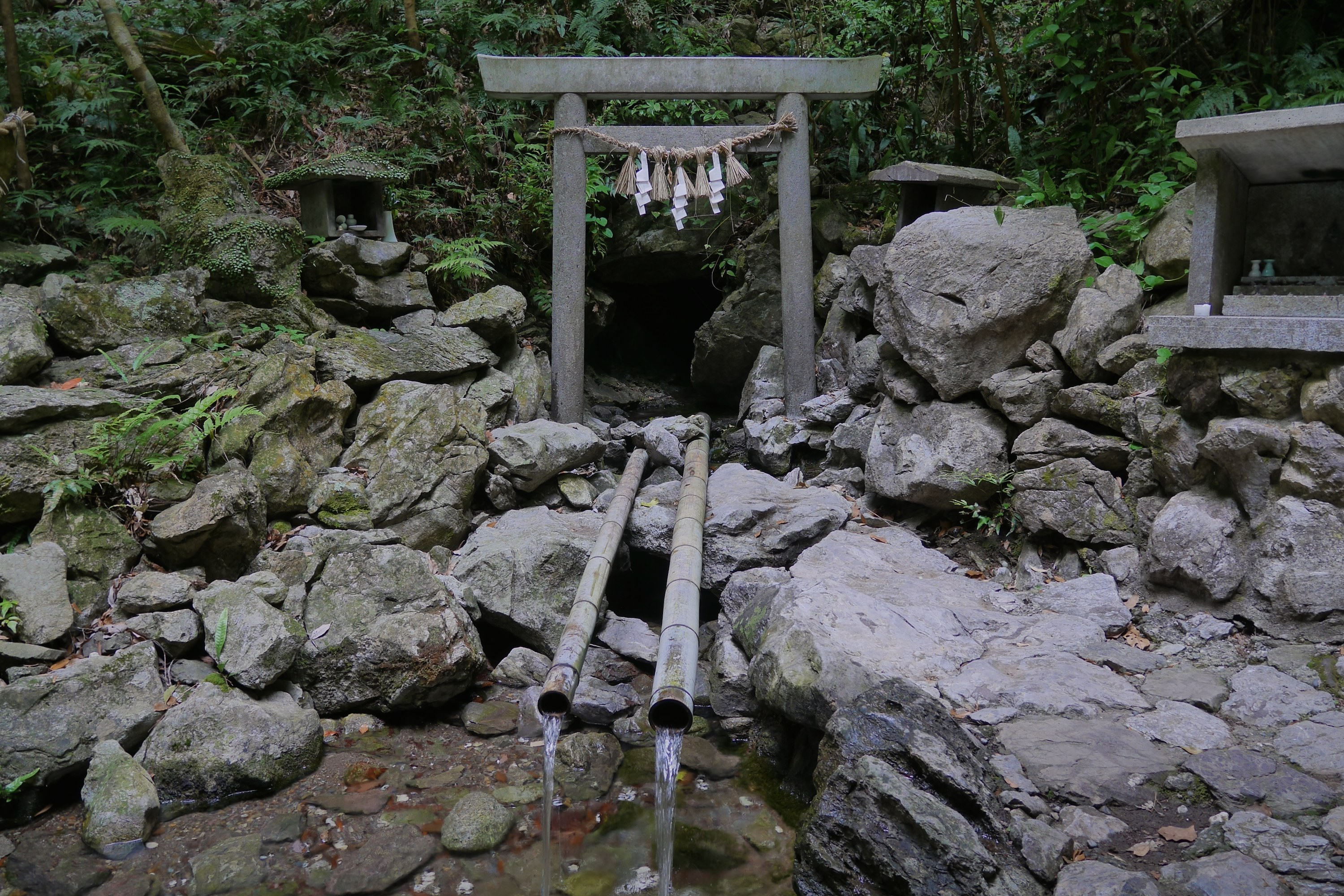
恵利原の水穴

恵利原の水穴（えりはらのみずあな）は、三重県志摩市磯部町恵利原にある湧水である。
別名天の岩戸で、1985年（昭和60年）「恵利原の水穴（天の岩戸）」として環境省の名水百選の一つに指定された。石灰洞として、大沢の水穴の名でも知られる。

## 地形・地質
朝熊山地にあり、周辺の地質は広い範囲が石灰岩で形成されたカルスト地形で、石灰岩の露頭が見られる。山麓は伊勢神宮別宮伊雑宮の社叢の原生林であり、その涵養により降雨の変動も受けず常時石灰岩質を浸透している。恵利原地区にはこの洞窟を含め5つの洞窟が知られており、三重県内でも大きな石灰洞穴群を作っている。
またこの地域は層厚1,700 m+の河内層群（秩父累帯）が露出している。この層群は北東から南西に伸びる断層により北西側のAブロック及び南東側のBブロックに分けられ、逢坂峠に近い本洞窟付近はBブロックに属する。Bブロック内の河内層群はチャート・輝緑凝灰岩・石灰岩からなり、ほぼ水平または緩い向斜を成す。この石灰岩から同定された紡錘虫はPseudofusulina toyamensis、P. krotowi、P. vulgaris、P. tanoensis、P. prisca、P. cf. alpina、P. spp.、Triticites pseudosimplex、T. cf. simplex、T. spp.、Acervoschwagerina sp.などで、この層群は前期ペルム紀 (Cisuralian) と考えられる。

## 歴史・伝承
伊勢と志摩を結ぶ街道が古くから存在し、その中間地点にあった水穴。昭和の初期（少なくとも昭和10年以前）から、お伊勢参りをする志摩の者には『天の岩戸』、『ちしょうさん』などと呼ばれており信仰を集めている。岩戸の奥を太陽が照らす11月23日前後には、神官による祭事が行われている。昭和10年頃、崖崩れに会い埋りかけ、土砂を除け復興を行った。その際に、多くの水が流れ出し、それに合わせ、罔象女神（ミツハノメ）と、内部に滝が有ったことから瀧祭窟の祭壇が設けられている。
真珠王として知られる御木本幸吉も、信仰者の一人で、植樹したことが知られている。
近年では、傍らの県道を伊勢方面に向かった先に、猿田彦神社があり、その中にある佐瑠女神社に新海誠の寄贈した幟が立っている。この事と、『君の名は。』のヒロインが、罔象女神がモデルとされていることと、瀧祭窟がある事、さらに『すずめの戸締まり』で、ヒロインの姓が天の岩戸を表す岩戸である事、さらに新海誠の信仰する佐瑠女神社の神はアメノウズメで、一説には志摩に帰ったとされる事、さらに天皇家で猿女（アメノウズメ）に奉納する魚は志摩からの物である事などから、元ネタの場所ではないかと考える人が増え、映画を見た若い世代の参拝者が増えつつある。

## 利水
湧水のほとんどが神路ダムに流入し上水道の水源となるが、日量31,000ｔでも不足している。

## 交通
- 近鉄志摩線志摩磯部駅下車 磯部バスセンターから三交バス伊勢市行（伊勢道路経由・約10分）「天の岩戸口」下車⇒徒歩15分
- 近鉄山田線伊勢市駅下車 駅前から三交バス御座・五ヶ所方面行（伊勢道路経由・約30分）「天の岩戸口」下車⇒徒歩15分

- 車　三重県道32号伊勢磯部線ダム湖終点　徒歩15分

### 註釈
1. ↑  市橋・天春 (1980) では、三重県内で最大の石灰洞穴群とされているが、柏木ほか (2003; 2007) および鈴木ほか (2015) によれば阿曽カルスト（とくに阿曽石灰岩体）には6つの石灰洞が存在し、こちらの方が大きい。